# Голованьов Степан Петрович
Степа́н Петро́вич Голованьо́в (1905–1941) — герой оборони Києва в 1941.

## Життєпис
Працівник Київського залізничного вузла. У 1941 — під час Німецько-радянської війни брав участь в обороні Києва, був командувачем бронепотягу народних ополченців «Літер Б». Загинув у бою. На фасаді будинку локомотив, депо ім. Андреєва (вулиця Мокра .№ 1) встановлено меморіальну дошку С. Голованьову. 1969 на його честь названо вулицю в Дарницькому районі міста Києва.